# Лізново
Лізново (пол. Liznowo, нім. Elisenau) — село в Польщі, у гміні Хелмжа Торунського повіту Куявсько-Поморського воєводства.
Населення — 196 осіб (2011).
У 1975-1998 роках село належало до Торунського воєводства.

## Демографія
Демографічна структура станом на 31 березня 2011 року:
|          | Загалом | Допрацездатний вік | Працездатний вік | Постпрацездатний вік |
| -------- | ------- | ------------------ | ---------------- | -------------------- |
| Чоловіки | 103     | 19                 | 74               | 10                   |
| Жінки    | 93      | 20                 | 57               | 16                   |
| Разом    | 196     | 39                 | 131              | 26                   |